# Guido Rocca
Guido Rocca (Milano, 26 gennaio 1928 – 15 maggio 1961) è stato uno scrittore, drammaturgo e sceneggiatore italiano.

## Biografia
Figlio dello scrittore Gino Rocca e di Franca Leonardi, è al centro di un intreccio di illustri famiglie: è nipote della famosa sarta e stilista Biki, sua zia materna, ed è legato ai Crespi, vecchi proprietari del Corriere della Sera, i Binda e Giacomo Puccini. Il padre nel 1926 aveva sposato la madre Francesca Paola Leonardi, detta Franca, figlia di primo letto di Fosca Gemignani Leonardi Crespi, sposata in seconde nozze col senatore Mario Crespi (Nembro, 3 settembre 1879 † Milano, 22 giugno 1962), - uno dei proprietari del Corriere, zio di Giulia Maria. 

Dopo aver completato il liceo al Parini, interrotti gli studi di Giurisprudenza, il giovanissimo Guido seguirà le orme del padre nel giornalismo collaborando a numerose testate. 

Iniziò così una lunga attività giornalistica come corrispondente da Parigi, redattore e critico drammatico dell'Europeo. Fa la cronaca sul Corriere Lombardo, si occupa di sport sul Milan-Inter, di cose mondane su Omnibus, con La Notte è cronista di nera. 

Nel 1948 entra a Settimo Giorno, settimanale di Milano dove esordì come narratore, oltre che inviato, poi redattore capo, infine nel 1954 ne prende la direzione che lascerà nel 1957 per dedicarsi maggiormente all'attività letteraria. «Fuoriclasse di un giornalismo innovativo», nel '57 fu, fra l'altro, critico teatrale de La Patria, scrive pure il Risorgimento di Napoli, il Radiocorriere ed altre testate, allorquando lasciò Milano per trasferirsi a Roma. Con Vittorio Gassman, Federico Zardi, Indro Montanelli, Giancarlo Fusco sceneggiò nel 1959 le puntate dello spettacolo televisivo Il Mattatore. 

Sin dagli esordi drammaturgici Rocca si distinse per un «...teatro di costume a sfondo satirico o psicologico», secondo Eligio Possenti, l'autorevole critico del Corriere della Sera, rivelando un sicuro talento e una notevole lucidità d'analisi, nel plumbeo clima del dopoguerra caratterizzato anche da torbide spregiudicatezze della nuova generazione. Le sue opere furono tradotte in diverse lingue. 

Attento osservatore e demistificatore dei tempi moderni (G. Luti), racconta una società ricca di contraddizioni e contrasti, quasi l'impietosa «...denuncia dello smanioso arrivismo nella società del benessere» (I. Puppa). I suoi personaggi, mossi in uno slancio di protesta, antisociali e ribelli, inseguono disperatamente un equilibrio che non raggiungono mai, e alla fine sono sconfitti dalla vita e dalle convenzioni sociali che avevano cercato di rovesciare. Un pessimismo andrà solo in parte attenuandosi, verso un riscatto morale.

Tra le sue commedie si ricordano I coccodrilli, dove indaga il mondo giovanile «...di viziati ragazzi-bene che si pongono come unico traguardo la conquista della ricchezza» (Geron); i pettegolezzi e la corruzione, che fanno da contorno al fatato ambiente cinematografico, sono al centro de La conquista di Roma; Una montagna di carta, ispirata dall'attività giornalistica, tratteggia i problemi di certa stampa scandalistica sempre pervasa dal cinismo, pronta a ingigantire le notizie, a violare l'intimità della gente, sfruttando sventure e avventure pur di assicurarsi lo scoop; Un blues per Silvia sull'utilitarismo dei rapporti che regolano l'alta società, incapaci di opporsi e allo stesso tempo costretta a obbedire al conformismo e all'omologazione; Mare e whisky sulla frivolezza dell'élite che affollano le più esclusive spiagge italiane.

Il suo teatro, accolto da vivi consensi, venne portato sulle scene dalle principali compagnie dell'epoca come la Proclemer-Albertazzi, il Piccolo di Milano e la Masiero-Volonghi-Lionello: per il critico Antonucci (1986), «...prometteva sviluppi ancora più interessanti e l'affrancamento da certi toni troppo cronachistici, ma la morte, precoce e improvvisa, impedì all'autore di continuare il suo discorso sull'Italia del boom». 

I tre figli di Guido Rocca - Luigi Andrea, Marco e Francesco - fondarono negli anni settanta il Parco faunistico "La Torbiera" ad Agrate Conturbia in provincia di Novara con lo scopo di tutelare specie rare di animali e salvaguardare l'ambiente.

## Opere

### Narrativa
- L'importanza di avere un cavallo (racconto), 1950 (poi Milano, Mursia, 1962). (1º premio ex aequo "Olimpiadi della Cultura", Genova)[6]
- Si spensero i fuochi, Genova, Seit, 1951. (romanzo)
- La ragazza imprudente, Milano, Corticelli, 1956.[7]
- Romanzi, racconti, teatro (Storie di Andi, Altre storie per Andi, Si spensero i fuochi, La ragazza imprudente, Notte e giorno), a cura di Renato Prinzhofer, Mursia, Milano, 1962.

### Teatro
- La marcia su Roma (1960).
- Il club delle belle speranze (1946), Milano, Mursia, 1962.
- I coccodrilli (1956), in Sipario, n.129, gennaio 1957. E.I.S.T. VII/IX-1958; Mursia, Milano, 1962.[8]
- La conquista di Roma (1957), ib., 1962.[9]
- Una montagna di carta (1958), in Sipario, giugno 1958; poi Mursia, Milano, 1962.[10]
- Il solito esagono ovvero Legati così (1959), Mursia, Milano, 1962.[11]
- Un blues per Silvia (riproposto anche col nuovo titolo di « Nient'altro che nostalgia ») (1959), ib., 1962.[12]
- Mare e whisky (1959), in Sipario, novembre 1959; Mursia, Milano, 1962.[13]
- La rivolta dei giovani (1960), Mursia, Milano, 1962.[14]
- Il fagiano Gaetano, favola di caccia (1961), disegni di Giulio Cingoli e Giancarlo Carloni, Milano, Mursia, 1961 (poi 1962; e, nuova ed., illustrazioni di Mario Pandiani, Milano, Emme, 1983).[15] (favola per bambini)

## Cinema
- Cento anni d'amore (episodio Purificazione) (1954), regia di Lionello De Felice (soggetto e sceneggiatura)
- L'importanza di avere un cavallo (1972), regia di Walter Santesso (tratto dal racconto omonimo)

## Televisione
- Il Mattatore (RAI, 1959), regia di Daniele D'Anza, varietà (come autore)

## Radio
- I coccodrilli (Radio Rai, 1960), commedia, Mursia, Milano, 1962.
- Una giornata lunga un anno (Radio Rai, 1962), commedia, ib., 1962.

## Discografia
- Il Mattatore (Cetra CLV 0609, 1959), voce di Vittorio Gassmann, musiche di Piero Umiliani, EP 33rpm, serie Collana Letteraria Documento (raccoglie brani teatrali da: Giulio Cesare di Shakespeare; Il silenzio di Lee Masters; Libertà di Eluard, Cyrano de Bergerac di Rostand, I dolori del giovane Werther di Goethe, All'ombra di Trilussa).[16]